# Ciència i tecnologia del País Valencià

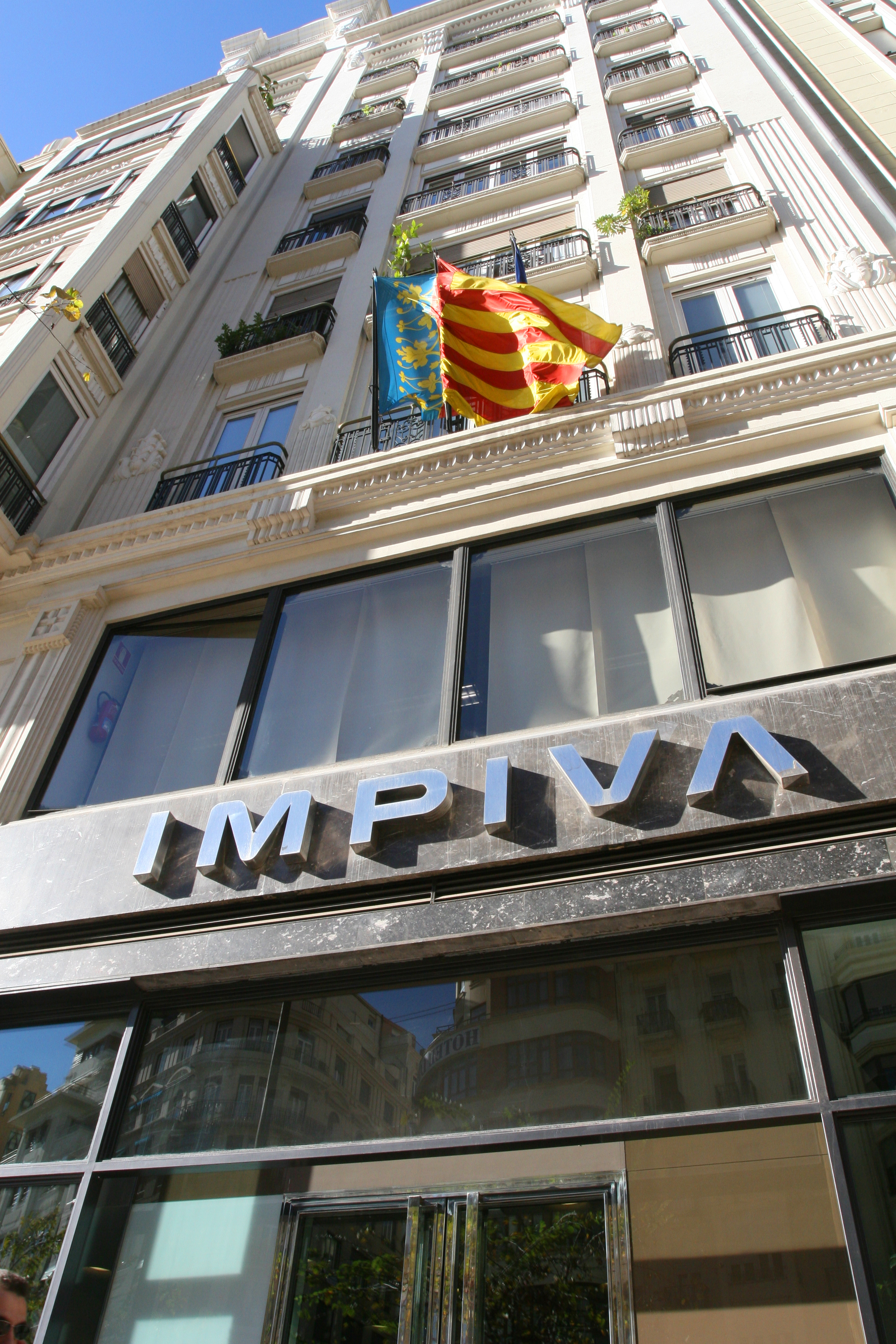
Seu de l'IVACE, antic IMPIVA.

La Ciència i tecnologia desenvolupen un paper important al País Valencià. El sector públic d'aquest territori s'encarrega de l'R+D+i mitjançant l'Institut Valencià de Competitivitat Empresarial (IVACE), una entitat adscrita a la Conselleria d'Economia, Indústria, Turisme i Ocupació de la Generalitat Valenciana, la finalitat de la qual és la gestió de la política industrial de la Generalitat Valenciana i el suport a les empreses en matèria d'innovació, internacionalització i captació d'inversions, així com la promoció dels nuclis tecnològics, de la seguretat industrial, i de la gestió de la política energètica de la Generalitat.

## València Parc Tecnològic
El principal nucli tecnològic del País Valencià és el Parc Tecnològic de Paterna, el qual rep el nom de València Parc Tecnològic. Els objectius principals d'aquest són potenciar la diversificació industrial del País Valencià, fomentar la incorporació de noves tecnologies i donar suport a les iniciatives d'R+D+i. El València Parc Tecnològic disposa d'un sòl perfectament equipat, amb una infraestructura tècnica que respon a les necessitats presents de les empreses i que, a més, està preparada per a la seua progressiva connexió als nous sistemes de telecomunicacions.

## Parcs científics
Junt al València Parc Tecnològic, el País Valencià compta amb cinc parcs científics, els quals depenen en gran manera de les universitats públiques valencianes:

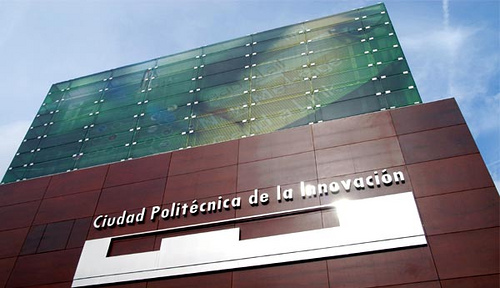
Ciutat Politècnica de la Innovació de la UPV.

- La Universitat Politècnica de València compta amb la Ciutat Politècnica de la Innovació (CPI), la qual comprén un espai de 140 000 m² i aglutina 45 instituts de recerca, uns 3 000 investigadors, així com unes 400 persones de suport.[3][4][5]
- La Universitat de València (UV) té el Parc Científic de la Universitat de València (PCUV), el qual està gestionat per la Fundació Parc Científic Universitat de València, els patrons de la qual són la Fundació Bancaixa, el Grup Santander, la Cambra de comerç de València i la Confederació Empresarial Valenciana, a més de la Universitat de València.[6][7] Aquest parc científic compta amb un espai de més de 200 000 m² per a la recerca, innovació i transferència de coneixements.[8] En l'actualitat compta amb 6 instituts de recerca, centres singulars i serveis científics, i acull més de 60 empreses.
- La Universitat Jaume I de Castelló (UJI) i la Confederació d'Empresaris de Castelló (CEC) són els promotors d'Espaitec, el Parc Científic, Tecnològic i Empresarial de Castelló, el qual compta a les seues instal·lacions amb més de 30 empreses i genera més de 150 llocs de treball qualificat, tant de forma directa com indirecta.[9]
- La Universitat d'Alacant (UA) és la fundadora i patrona del Parc Científic d'Alacant. Actualment està construït l'edifici de naus incubadores, els serveis tècnics de recerca, les naus de suport tècnic, l'hivernacle, el animalari i el laboratori de Petrologia Aplicada.[10]
- La Universitat Miguel Hernández d'Elx (UMH) va fundar juntament amb la Confederació Empresarial de la Província d'Alacant (COEPA) el Parc Científic-Empresarial de la UMH, un ecosistema científic i empresarial que compta amb totes les infraestructures i serveis necessaris per promoure la cooperació Universitat-Empresa.[11]

## Instituts Tecnològics i Centres de Recerca
El parc tecnològic compta amb nou dels Instituts Tecnològics promoguts per l'IVACE en col·laboració amb els empresaris dels sectors corresponents i les universitats públiques valencianes. Aquests instituts formen part de la Xarxa d'Instituts Tecnològics (REDIT), una associació privada fundada en 2001 per iniciativa dels Instituts Tecnològics de la regió i de la Generalitat Valenciana. REDIT compta amb 13 instituts tecnològics, els nou situats al València Parc Tecnològic, i altres quatre situats en altres ciutats valencianes. Actualment els instituts tecnològics que existeixen al País Valencià són:
- L'Institut Tecnològic del Moble, Fusta, Embalatge i Afins (AIDIMA).
- L'Institut Tecnològic d'Òptica, Color i Imatge (AIDO).
- L'Institut Tecnològic del Joguet (AIJU).
- L'Institut Tecnològic Metallmecànic (AIMME Arxivat 2020-05-10 a Wayback Machine.).
- L'Institut Tecnològic del Plàstic (AIMPLAS).
- L'Institut Tecnològic del Sector Agroalimentari (AINIA).
- L'Institut Tecnològic Tèxtil (AITEX).
- L'Institut de Biomecànica (IBV)
- L'Institut Tecnològic del Calçat i Connexes (INESCOP).
- L'Institut de Tecnologia Ceràmica (ITC).
- L'Institut Tecnològic de l'Energia (ITE)
- L'Institut Tecnològic de l'Embalatge, Transport i Logística (ITENE).
- L'Institut Tecnològic d'Informàtica (ITI).

Al País Valencià existeixen, a més dels instituts tecnològics integrats en la REDIT, altres instituts i centres d'investigació, tant públics com privats:
- El Centre d'Investigació Príncep Felip (CIPF), una fundació privada adscrita a la Conselleria de Sanitat de la Generalitat Valenciana. Aquest centre compta amb 23 laboratoris distribuïts en tres programes de recerca: biomedicina; biologia química i quantitativa; i medicina regenerativa.[13]
- L'Institut Valencià d'Investigacions Agràries (IVIA), un Organisme Autònom de la Generalitat Valenciana, adscrit a la Conselleria d'Agricultura, Pesca i Alimentació. Aquest institut s'encarrega de promoure i realitzar projectes, convenis o contractes de recerca en el sector agroalimentari.[14]
- L'Institut Cartogràfic Valencià (ICV) és l'entitat de la Generalitat Valenciana creada per impulsar l'avanç tecnològic de la informació geogràfica del País Valencià, hui utilitzada en àmbits tals com les infraestructures, el turisme, el medi ambient, la gestió d'emergències, l'educació, la planificació territorial i els recursos agrícoles, entre d'altres.[15]
- L'Institut Valencià d'Estadística (IVE) és l'òrgan públic encarregat de gestionar la competència exclusiva de la Generalitat Valenciana sobre l'estadística d'interès autonòmic.[16]
- L'Institut Valencià d'Oncologia (IVO) és una entitat privada sense ànim de lucre, els recursos del qual es destinen íntegrament a la seua labor assistencial, de prevenció, de recerca i de docència amb l'objectiu de curar el càncer.[17]
- L'Institut Valencià d'Infertilitat (IVI) va nàixer en 1990 com la primera institució mèdica dedicada íntegrament a la reproducció assistida i hui és referent mundial tant per a la comunitat científica com per a totes aquelles parelles que no poden tindre fills de manera natural.[18]